# Pinchas Sadeh

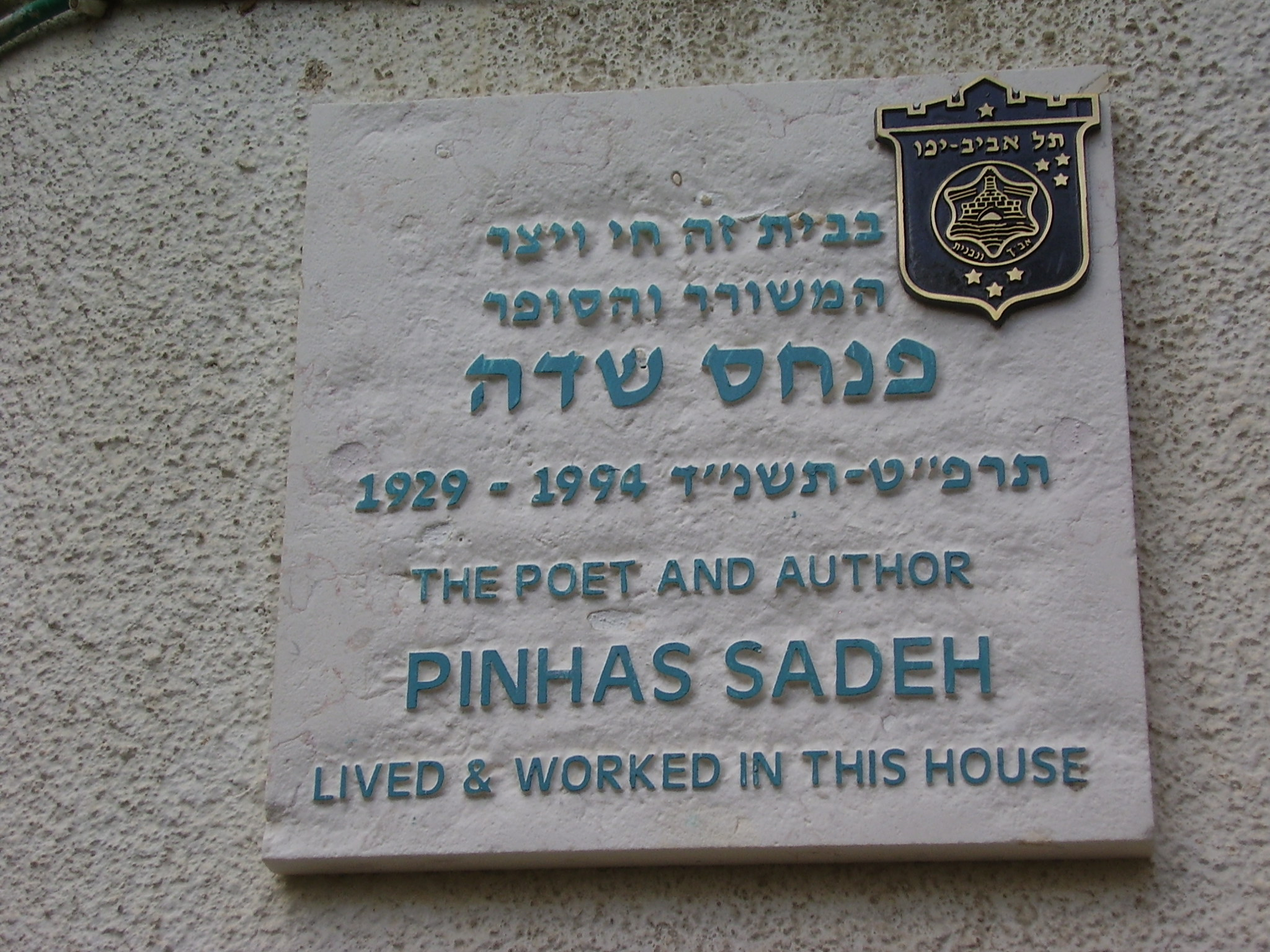
Gedenktafel für Pinchas Sadeh in Tel Aviv

Pinchas Sadeh, auch Pinchas Sade (hebräisch פנחס שדה, geb. 17. Juni 1929 in Lemberg; gest. 29. Januar 1994 in Jerusalem) war ein israelischer Schriftsteller und Lyriker.

## Leben und Werk
Er wurde als Pinchas Feldman im damals polnischen Lemberg geboren und wanderte im Alter von fünf Jahren mit seinen Eltern nach Palästina aus, wo er die Schulen in Tel Aviv besuchte und im Kibbuz Sarid in der Jesreelebene zeitweilig Schafhirte war. Im Unabhängigkeitskrieg nahm er an einigen Operationen teil, darunter an der Schlacht um Jerusalem und der Verteidigung von Mischmar haEmek, die zu einem ungeordneten Rückzug der Arabischen Befreiungsarmee führte.
Nach dem Krieg zog er für eine Weile nach London, wo er ein Kunststudium aufnahm. Nach seiner Rückkehr ließ er sich in Ramat Gan nieder, wo er sich der Schriftstellerei widmete. Er verfasste zunächst Kinderbücher und Gedichte. Seine erste Gedichtsammlung unter dem Titel Massa Dumah („Vision des Dumah“) erschien 1946 und ließ ihn als Vertreter des hebräischen Expressionismus erscheinen. Seine autobiografische Erzählung Ha-Chajjim ke-Maschal („Das Leben als Gleichnis“, 1958) erregte in der israelischen Literaturlandschaft Aufsehen. Im jungen Staat Israel der 1950er Jahre, als die Normen des Zionismus mit Schwerpunkt auf dem Kollektiv allgemein maßgebend waren, schockierte das Buch durch detaillierte Beschreibungen von persönlichen Erlebnissen des Erzählers, einschließlich seines Geschlechtslebens. Zudem kamen darin mystische religiöse Erfahrungen beruhend auf dem Christentum, dem Sabbatianismus und Frankismus zum Ausdruck. Seither war Sadeh bis zu seinem Tode Auslöser und Gegenstand von Auseinandersetzungen. 1967 wurde sein Roman Al matzawo schel ha-adam („Über die Condition humaine“) veröffentlicht, der sieben Tage im Leben von jungen Menschen beschreibt. 1969 folgte die Novelle Mot Avimelech („Der Tod des Avimelech“). In seinen Gedichtsammlungen, darunter Sefer ha-schirim („Buch der Gedichte“), El schte ne'arot nichbadot („An zwei verehrte junge Frauen“, 1977) und Sefer ha-agasim ha-zehubim („Buch der gelben Birnen“, 1985) verbindet er Lobpreisungen weiblicher Schönheit und die Selbstaufopferung von Frauen mit Betrachtungen über Natur, Vergänglichkeit und Sterblichkeit. Zudem schrieb er Essays über Bialik und verfasste eine Anthologie chassidischer Legenden. Seine gesammelten Gedichte erschienen 2005.
1990 wurde Pinchas Sadeh der Bialik-Preis zugesprochen. Als prägende Einflüsse für seine Weltanschauung bezeichnet Sadeh Friedrich Nietzsche, Jesus, Heine, Goethe und Hölderlin.
Sadeh, der ein starker Raucher war, verstarb 1994 an Lungenkrebs. Er liegt auf dem Friedhof Giv'at Sha'ul in Jerusalem begraben.